# Adeloparius blattoides
Adeloparius blattoides är en skalbaggsart som beskrevs av Bengt-Olof Landin 1959. Adeloparius blattoides ingår i släktet Adeloparius och familjen Aphodiidae. Inga underarter finns listade i Catalogue of Life.